# Legendele țării lui Vam
Legendele țării lui Vam: O mitologie a omului este un roman științifico-fantastic de fantezie istorică și mitologie fictivă al scriitorului român Vladimir Colin. Cartea a apărut prima dată în 1961 la Editura Tineretului și a fost republicată de Editura Ion Creangă în 1974 și 1986.

## Prezentare
Un profesor universitar descoperă existența unui fabulos sistem mitologic pe care îl atribuie așa-numiților vamiți, locuitori neolitici din Dobrogea.
Țara lui Vam nu a existat în realitate niciodată, ea nu este atestată în niciun tratat de istorie antică. Colin creează cu măiestrie un roman despre o seminție închipuită de la malul Mării Negre care ar fi trăit cu mult timp înaintea tuturor popoarelor cunoscute în prezent. Vam este cel care a întemeiat această seminție, fondatorul acestui popor. Vam intră în conflicte cu zeii atotputernici, iar urmașii săi îi continuă lupta pentru a scăpa de tirania zeilor. Această luptă este tema principală a romanului. Cei care au sorți de izbândă sunt urmașii lui Vam. Locuința zeilor, Nartazuba, se destramă într-un fum al nedreptății și minciunii. În continuarea va domni doar fericirea în țara lui Vam.

## Personaje
- Oamenii răzvrătiți
  - Vam
  - Una, soția lui, fiica lui Ormag și a Aratei, regina fetelor-păsări
  - Lua, fiica lor
  - Tarbit, fiul Luei
  - Milga, soția lui
- Narții de seamă
  - Ormag, stăpînul Nartazubei
  - Zubala, zeița nopții, a fățărniciei și a vrăjilor
  - Mastara, fiica lor, zeița morții
  - Gurz, zeul războiului
  - Pil, zeul cel strîmb al șotiilor
  - Ramal, zeul cîntului și jocului
  - Bolob, zeul bogăției
- Narții de rînd
  - Dumvur, zeul mării
  - Luf, feciorul lui, zeul pescarilor
  - Taruna, zeița dreptății
  - Cadumal, fiul Mastarei și al lui Saian, zeul somnului
  - Saha, căpetenia duhurilor bune
  - Bus, căpetenia duhurilor rele
  - Suvava, duhul frigurilor
- Alte ființe fantastice
  - Arata, regina fetelor-păsări
  - Saian, leul de aur al cerului
  - Panca, uriașul
  - Vihta, pasărea de fum a dragostei
  - Gorc, cocoșul ceresc
  - Hudu, vîntul

## Cuprins
- Șoarecele lui Ormag
- Omul cu inima arsă
  - „Aspapur Ormag ruc u Vam“
  - Calea lacrimilor
  - Povestea strălucitorului Saian și-a preafrumoasei Mastara
- Lua-cea-legată-la-ochi
  - Ura lui Ormag
  - Întrecerea cu Ramal
- Inima lui Tarbit
  - Sfîrșitul slăvitei cetăți
  - Cumpăna lumii
  - Cum s-a născut Ormag
  - Povestea uriașului Panca
- Zîmbetul lui Vam
  - Zîmbetul lui Vam

## Primire
Cartea a fost tradusă în limbile franceză, germană, bulgară, cehă, polonă, engleză, rusă și japoneză. Colecția franceză Métal hurlant o transpune în 1989 într-o bandă desenată realizată de croatul Igor Kordej. Fantezia eroică BD La saga de Vam (Saga lui Vam) este formată din: Le pouvoir d'Ormag (Puterea lui Ormag), Copilul de lut (L'Enfant d'argile) și Orașul Naat (La cité de Naat).

## Legături externe
- Legendele țării lui Vam la isfdb.org

## Vezi și
- Lista volumelor publicate în Colecția Fantastic Club
- 1961 în literatură
- Lista cărților științifico-fantastice publicate în România
- Lista volumelor publicate în Colecția Nautilus